# Glándula parótida
La parótida es una glándula salival muy voluminosa, bilateral, situada a ambos lados de la cara, en una celda osteofibrosa dependiente de la aponeurosis cervical superficial por debajo del conducto auditivo externo (CAE), por detrás de la rama ascendente del maxilar inferior y por delante de las apófisis mastoides y estiloides; pesa alrededor de 25 gramos.
La atraviesan 3 estructuras importantes: el nervio facial, la vena retromandibular y la arteria carótida externa y el inicio de sus ramas terminales.
La parótida produce la mayor cantidad de saliva de predominio seroso. 
La glándula está atravesada por la arteria carótida externa  y por los nervios facial y auriculotemporal y en ella tiene nacimiento la vena yugular externa. En el interior de la glándula se encuentran ganglios linfáticos parotídeos. Asimismo el nervio facial (VII par craneano) la divide en dos porciones, una superficial y otra profunda.

## Embriología
Las glándulas parótidas se desarrollan al inicio de la 6° semana a partir de yemas epiteliales que surgen del ectodermo de la boca próximo a los ángulos del estomodeo y crecen en dirección del conducto auditivo externo en la medida que se diferencian en cordones epiteliales con ramificaciones.
El brote epitelial se mantiene proximalmente en contacto con el estomodeo en lo que ha futuro se constituirá el lugar por donde será excretada la saliva (carúnculas parotídeas) en la boca. Posteriormente en la 10° semana estos cordones se diferencian a conductos y los extremos distales se diferencian en los acinos, los cuales empezará la secreción salival en la 18° semana.

## Histología
Es una glándula tubuloacinosa que es sólo serosa, cuyos acinos serosos se agrupan en lobulillos y lóbulos separados por tabiques de tejido conectivo denso irregular abundante en adipocitos que se proyectan desde una cápsula muy bien definida de tejido conectivo denso irregular.
Los acinos serosos se encuentran constituidos por células triangulares que confluyen hacia una luz pequeña y central que se continúa con un conducto intercalar largo constituido por células cúbicas bajas que se organizan en un epitelio cúbico simple. Los conductos intercalares confluyen a los conductos estriados, los cuales se encuentran dentro de los lobulillos intralobulillares, y se caracterizan por la presencia de un epitelio cúbico simple con células altas que presentan estriaciones basales.
Los conductos estriados drenan hacia tubos colectores o excretores que se localizan en los tabiques y que, en la medida que van saliendo de la glándula, cambian su epitelio desde un cilíndrico simple a un plano estratificado mucoso que llega finalmente a la cavidad oral.
En cortes histológicos teñidos con hematoxilina-eosina, las células serosas presentan un citoplasma intensamente acidófilo o eosinófilo (tonos rosa) por su naturaleza ácida; y un núcleo redondo central basófilo.
Entre los acinos serosos y el tejido conectivo laxo se encuentran las células mioepiteliales, representadas por núcleos planos alargados intensamente basófilos que circunscriben el acino; y también se encuentran agrupaciones de células no teñidas compatibles con adipocitos característicos asociados al estroma o al parénquima, los cuales aumentan con la edad.
Los conductos intercalares, largos y con luces estrechas, son intralobulillares. Se encuentran constituidos por células cúbicas que se organizan en un epitelio cúbico simple cuyo citoplasma se observa eosinófilo y su núcleo central basófilo, razón por la cual resulta difícil identificarlos en medio de los acinos serosos de los lobulillos. Los conductos estriados, igualmente intralobulillares, se encuentran constituidos por células epiteliales cilíndricas que se asocian en un epitelio cilíndrico simple para constituir el conducto a partir de una luz amplia.
Las células tienen igualmente eosinófilas, pero pueden diferenciarse por la presencia de una serie de estrías basales intensamente eosinófilas que corresponde a un efecto óptico de los repliegues profundos de la membrana plasmática y la presencia de abundantes mitocondrias organizadas paralelas a los repliegues en el dominio basal. Los conductos excretores, ubicados en el tejido conectivos de los tabiques intralobulares, se encuentran conformados por células cúbicas y cilíndricas constituyendo un epitelio pseudoestratificado. Estos conductos se observan igualmente eosinófilos

## Anatomía

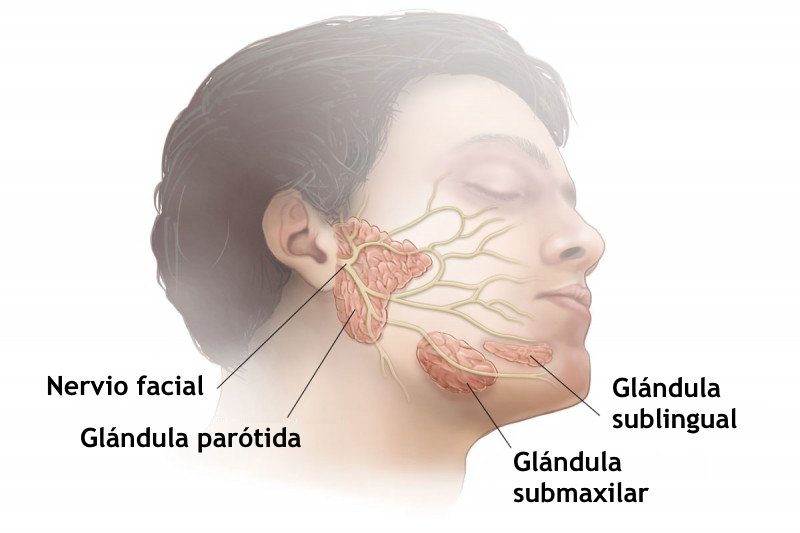
Las glándulas parótidas son las glándulas salivares más grandes de la cavidad oral. Estas glándulas están presentes debajo y delante de las orejas. La función de una glándula parótida sana es suministrar saliva rica en proteínas digestivas.

Hay tres glándulas salivares: la glándula parótida al lado de la cara, la glándula submandibular debajo del cuerpo de la mandíbula y la glándula sublingual en el piso de la boca.
La parótida es la más voluminosa de las glándulas salivares mayores. Está situada en la región parotidomaseterina, que está ubicada detrás y lateral a la rama de la mandíbula, delante de la apófisis mastoidea y los músculos estiloideos, y lateral a la pared faríngea.
Se las describen como una glándula de color rosado, lobulada, cuyo peso varía entre 25 a 30 gr y que presenta prolongaciones que exceden los límites de la celda parotídea. La celda parotídea está limitada por 3 paredes, 3 bordes, una base y un vértice. Las paredes son:
- Pared lateral: cubierta por piel, gruesa y rica en folículos pilosos. Está enmarcada adelante por el borde posterior de la rama de la mandíbula, atrás por el borde anterior de la apófisis mastoides y arriba por el conducto auditivo externo.
- Pared posteromedial: va desde el borde anterior de la apófisis mastoides o mastoidea y del músculo esternocleidomastoide hasta la apófisis estiloides.
- Pared anteromedial. Desde la apófisis estiloides hasta el borde posterior de la rama de la mandíbula, se prolonga hacia el tracto angular de la fascia cervical. Y el borde libre del ligamento estilomandibular permite distinguir un parte superior y una inferior
- Base o pared superior: es la base del cráneo.

Los bordes de la celda son 4 y son:
- Posterior:  el borde anterior de la apófisis mastoides
- Anterior: borde posterior de la rama de la mandíbula
- Medial: conformada por la parte alta de la apófisis estioides.
- y el vértice de la celda: es inferior y superficial, y está determinado por la confluencia de los bordes y caras.

Las prolongaciones son las:
- Faciales: que son la lateral, que es voluminosa sobre la cara lateral del músculo masetero y la medial, menos desarrollada, en dirección al ojal retrocondileo, medial al cuello de la mandíbula.
- Cervicales
- Lateral: en la parte superior por fuera de la vaina del músculo esternocleidomastoideo
- Medial: sobre los espacios intermusculares que forma la pared posteromedial de la celda
- Profunda: pasa por el foramen preestíleo hacia la faringe
- Superior: contacta con la base de la celda
- Inferior: hacia el vértice de la celda, y forma la extremidad inferior de la glándula.

Los órganos con los que se relaciona anatómicamente, en el interior de la celda, se llaman órganos intraparotídeos y son:
- el nervio facial
- el nervio auriculotemporal
- la arteria carótida externa y sus ramas terminales, como la arteria maxilar y la temporal superficial
- y los ganglios linfáticos parotídeos superficiales, profundos e intraglandulares[5]

## Vascularización
La irrigación está dado por las arterias auriculares, anterior y posterior, ramas de la arteria facial transversa y de la arteria carótida externa, respectivamente
El drenaje venoso está dado por la vena retromandibular y sus afluentes

## Inervación
Su inervación está dada por el nervio auricular mayor (ramo posterior C2), que inerva la vaina de la glándula así como la piel por encima de esta.
El nervio timpánico del nervio glosofaríngeo (Par craneal IX) conduce la información parasimpática preganglionar secretora, que llega hasta el ganglio ótico y de este al ramo auriculotemporal del nervio trigémino (V3 nervio mandibular). Este último también proporciona la inervación sensitiva.
El facial llega a través de la cuerda del tímpano a contactar con el mandibular, que aprovecha ramos del trigémino, inervando la glándula submandibular y glándula sublingual.
Por su parte, la actividad de las fibras simpáticas (del plexo nervioso carotídeo externo) reducen la secreción de la glándula, actuando principalmente a nivel de los vasos sanguíneos produciendo vasoconstricción y por tanto se producirá una saliva menos abundante pero más espesa.
Cumple la función de ensalivar junto con las otras dos glándulas submaxilar y la glándula sublingual, Un proceso de esta glándula es la parotidectomia, proceso que se lleva a cabo usualmente en la parotiditis (inflamación a la parótida).